# M3反坦克炮
第二次世界大戰時美軍的反坦克炮有57毫米口徑M1、76.2毫米口徑M7、76毫米口徑M1A1、76.2毫米口徑M5、90毫米口徑M3和37毫米口徑M3六種，由於在歐洲戰場上的德軍坦克裝甲較厚，故美軍將威力較強的M1A1部署在歐洲，而M3則留在東亞和太平洋戰場打擊裝甲薄弱的日軍坦克，M3被分成基本型的M3和加上炮口制退器的M3A1，而裝置在M2輕型坦克、M2中型坦克、M3/M5斯圖亞特坦克、M3李坦克與M8裝甲車的M3反坦克炮則稱為M5或M6坦克炮。

## 基本資料
- 口徑:37毫米
- 炮身長:3.92米
- 炮管長:2.1米
- 炮闊:1.61米
- 炮高:0.96米
- 炮身重:413.68公斤
- 方向射界:60度
- 高低射界:-10度至+15度
- 炮彈初速:884米/秒
- 最遠射程:6.9公里
- 操作人數:4至6人

## 實戰

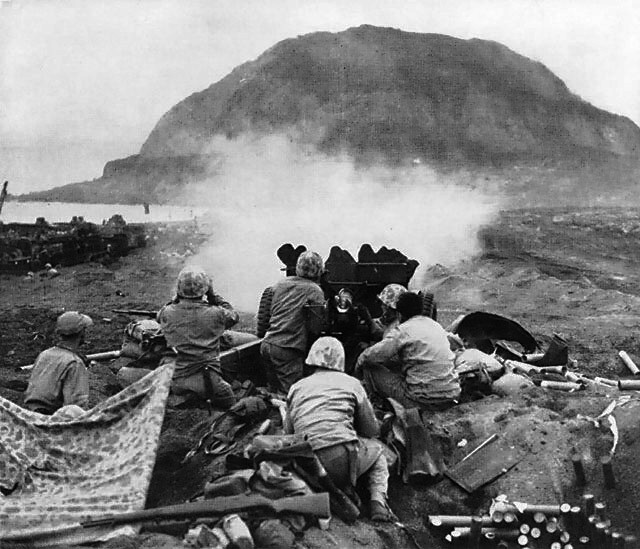
硫磺島戰役期間用M3向日軍開火的美國海軍陸戰隊

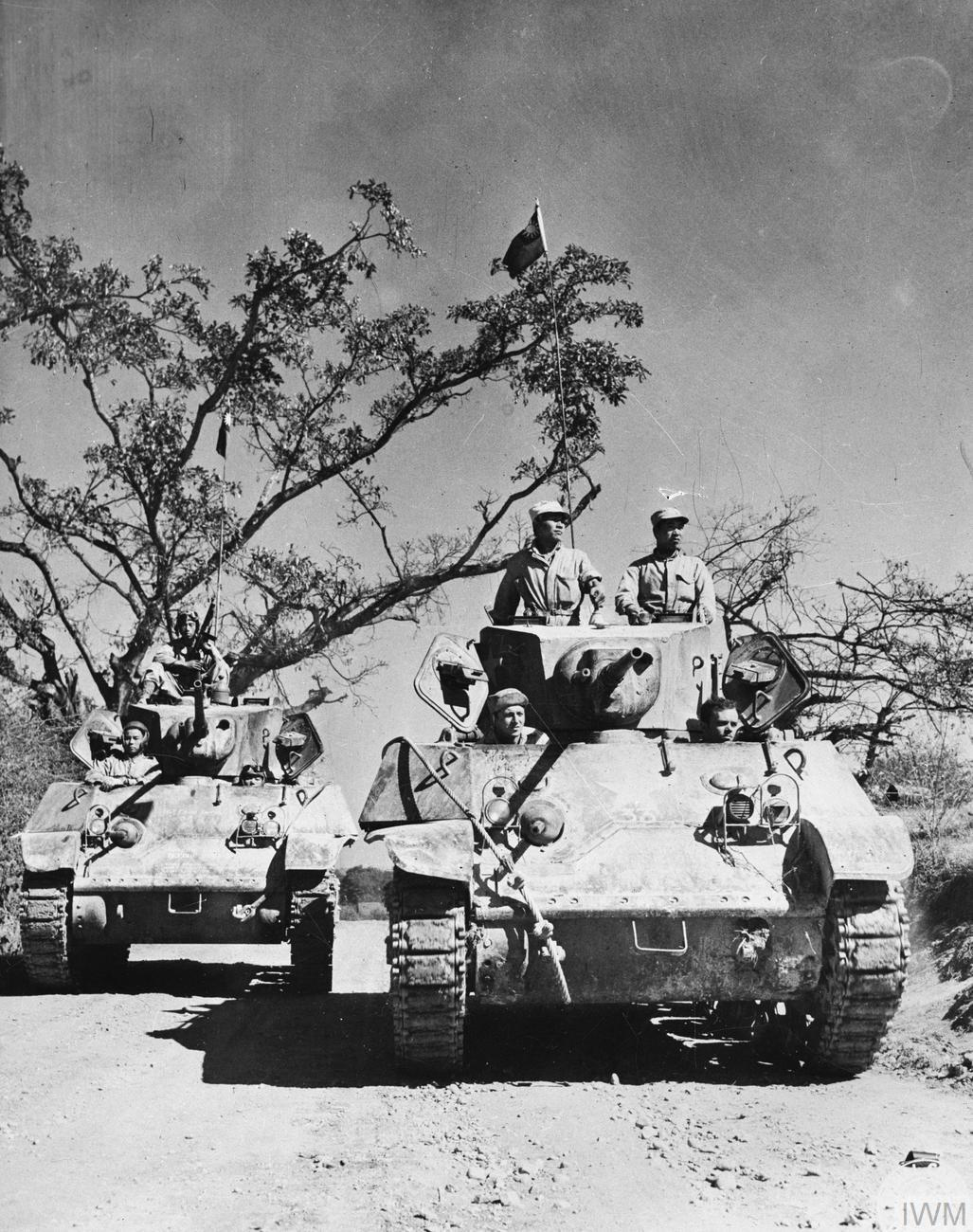
開著斯圖亞特輕戰車進入緬甸戰區的中華民國遠征軍

M3和M3A1主要用在美軍對日軍的太平洋戰爭，在太平洋小島的爭奪戰當中作為火力支援和反坦克炮，由於日軍的九五式輕戰車和九七式中戰車的裝甲不厚，而且祇用鉚釘連接而非用焊接，故而M3的火力足以把它們擊毀；另外美軍的M3/M5斯圖亞特輕型坦克的主炮也是由M3衍生出來的M5坦克炮。

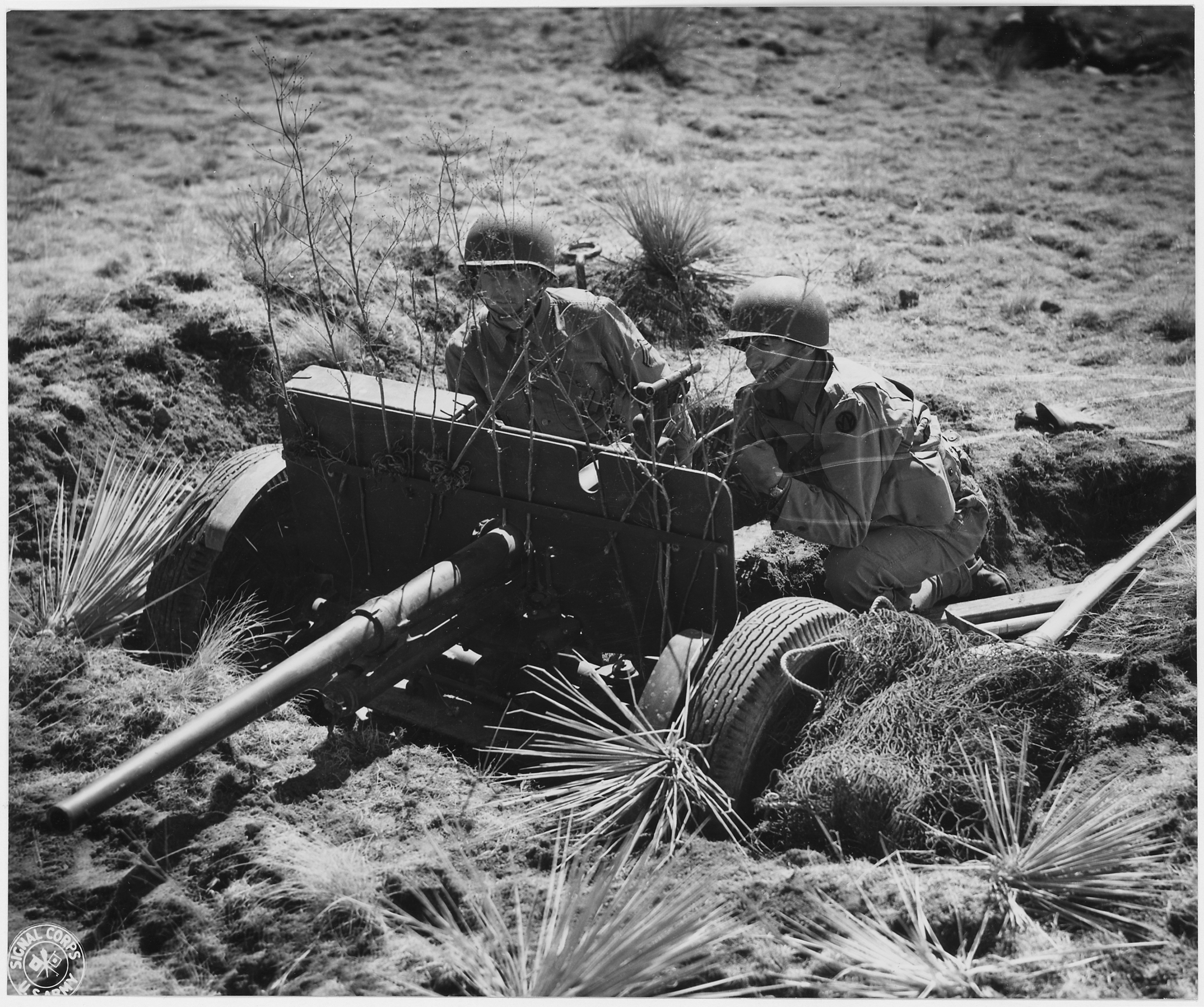
1943年四月24日，在美國科羅拉多州的訓練營操作M3反坦克砲的士兵

另外M3和M3A1也軍援中華民國陸軍，M3/M3A1在國軍當中主要裝備於獨立戰防炮營，由軍部直接依戰時情況而部處在各部隊作戰，在滇西的中國遠征軍當中，每個師都有3個步兵團，每個步兵團都有一個戰防炮連，每連有4門M3/M3A1。

## 使用國家
- 美国
- 英国
- 中華民國